# Пфичер, Роберт
Роберт Пфичер (нем. Robert Pfitscher; род. 25 октября 1954, Инсбрук) — австрийский боксёр, представитель средних весовых категорий. Выступал за национальную сборную Австрии по боксу в конце 1970-х — начале 1980-х годов, многократный чемпион Австрии, победитель и призёр турниров международного значения, участник летних Олимпийских игр в Москве. В 1983—1986 годах боксировал также на профессиональном уровне.

## Биография
Роберт Пфичер родился 25 октября 1954 года в Инсбруке, Австрия. Сын известного австрийского боксёра Франца Пфичера, участника Олимпийских игр в Хельсинки.

### Любительская карьера
Впервые заявил о себе в боксе в 1977 году, когда стал чемпионом Австрии в первой средней весовой категории, вошёл в основной состав австрийской национальной сборной и побывал на чемпионате Европы в Галле, где в 1/16 финала был остановлен немцем Маркусом Интлекофером, ставшим в итоге серебряным призёром этого турнира.
В 1978 году Пфичер вновь выиграл австрийский национальный чемпионат в первом среднем весе, стал серебряным призёром на международном турнире «Таммер» в Тампере, боксировал на чемпионате мира в Белграде — в 1/8 финала среднего веса проиграл финну Тармо Уусивирте.
Начиная с 1979 года выступал исключительно в среднем весе, в частности в этой категории стал чемпионом Австрии, выиграл Кубок Штайнмеца в Венгрии, принял участие в европейском первенстве в Кёльне, где в 1/8 финала вновь был побеждён Тармо Уусивиртой.
В 1980 году выиграл чемпионат Австрии, стал серебряным призёром на Кубке Акрополиса в Афинах, взял бронзу на международном турнире Box-Am в Испании. Благодаря череде удачных выступлений удостоился права защищать честь страны на летних Олимпийских играх в Москве — в категории до 75 кг прошёл первый этап соревнований без соперника, тогда как в 1/8 финала досрочно во втором раунде потерпел поражение от советского боксёра Виктора Савченко, который в итоге стал серебряным призёром этого олимпийского турнира.
После московской Олимпиады Пфичер ещё в течение некоторого времени оставался в составе австрийской национальной сборной и продолжал принимать участие в крупнейших международных турнирах. Так, в 1981 году он отметился выступлением на чемпионате Европы в Тампере, где в 1/8 финала проиграл представителю СССР Юрию Торбеку, будущему чемпиону. В 1982 году в шестой раз подряд стал чемпионом Австрии по боксу.

### Профессиональная карьера
Покинув расположение австрийской сборной, в 1983—1986 годах Роберт Пфичер выступал на профессиональном уровне. Каких-то значительных успехов здесь не добился, из шести проведённых поединков три выиграл и три проиграл. Выходил на ринг против известного нидерландского боксёра Педро ван Рамсдонка, но потерпел от него поражение нокаутом в первом же раунде.